# 泛素
泛素（英語：ubiquitin）又称泛素蛋白、泛蛋白，是一种存在于大多数真核细胞中高度保守的热稳定小分子基因表达调控蛋白；因广泛存在于真核细胞中而得名。 它于1975年由吉迪恩·格鲁斯坦（Gideon Goldstein）发现，并在1970年代末和1980年代进一步定性。人类基因组中有四个泛素基因： UBB、UBC、UBA52 和 RPS27A。
泛素使用泛素连接酶与其他蛋白质进行酶促偶联，其特性因这种泛素化而改变。根据泛素键的数量和类型，泛素化靶蛋白与其他蛋白质的相互作用可以被促进或阻碍，其活性可以受到影响，其在细胞中的定位可以被改变，或者可以加速其降解。在蛋白质质量控制过程中，几个连接成链的泛素标记多泛素化蛋白质，以便在蛋白酶体中降解。泛素化对于转录和翻译的调节也很重要，参与信号转导和胞吞作用，参与DNA修复，并发生在细胞周期、细胞分化和炎症反应的调节过程中。
在底物蛋白质上添加泛素称为泛素化（ubiquitylation）。泛素化对蛋白质有多种影响：它可以标记蛋白质，使其通过蛋白酶体降解，改变其在细胞中的位置，影响其活性，促进或阻止蛋白質交互作用。泛素化包括三个主要步骤：激活、结合和连接，分别由泛素活化酶（E1s）、泛素缀合酶（E2s）和泛素连接酶（E3s）完成。这一连续级联的结果是，泛素通过异肽键与蛋白质底物上的離胺酸 (Lysine)残基结合，通过硫酯键与半胱氨酸残基结合，通过硫酯键与丝氨酸和苏氨酸残基结合，或通过肽键与蛋白质N端的氨基结合。
蛋白质修饰可以是单个泛素蛋白（单泛素化），也可以是泛素链（多泛素化）。次级泛素分子总是与前一个泛素分子的七个赖氨酸残基或N端甲硫氨酸中的一个相连。
与此相反，有一系列去泛素化酶（DUB）可以催化裂解已经附着的泛素分子等。
泛素化代表蛋白质的翻译后修饰。类似的修饰是泛素样蛋白质的偶联，例如SUMO、Urm1 或 NEDD8，相应地称为 sumoylation、urmylation 或 neddylation。此外，在一些原核生物中，例如結核分枝桿菌中，已知有一种类似于泛素的蛋白质，称为原核泛素样蛋白（Prokaryotic ubiquitin-like protein, Pup）。
泛素链将蛋白质靶向蛋白酶体，蛋白酶体负责降解和回收蛋白质，这一发现获得了2004年诺贝尔化学奖。

## 鉴定

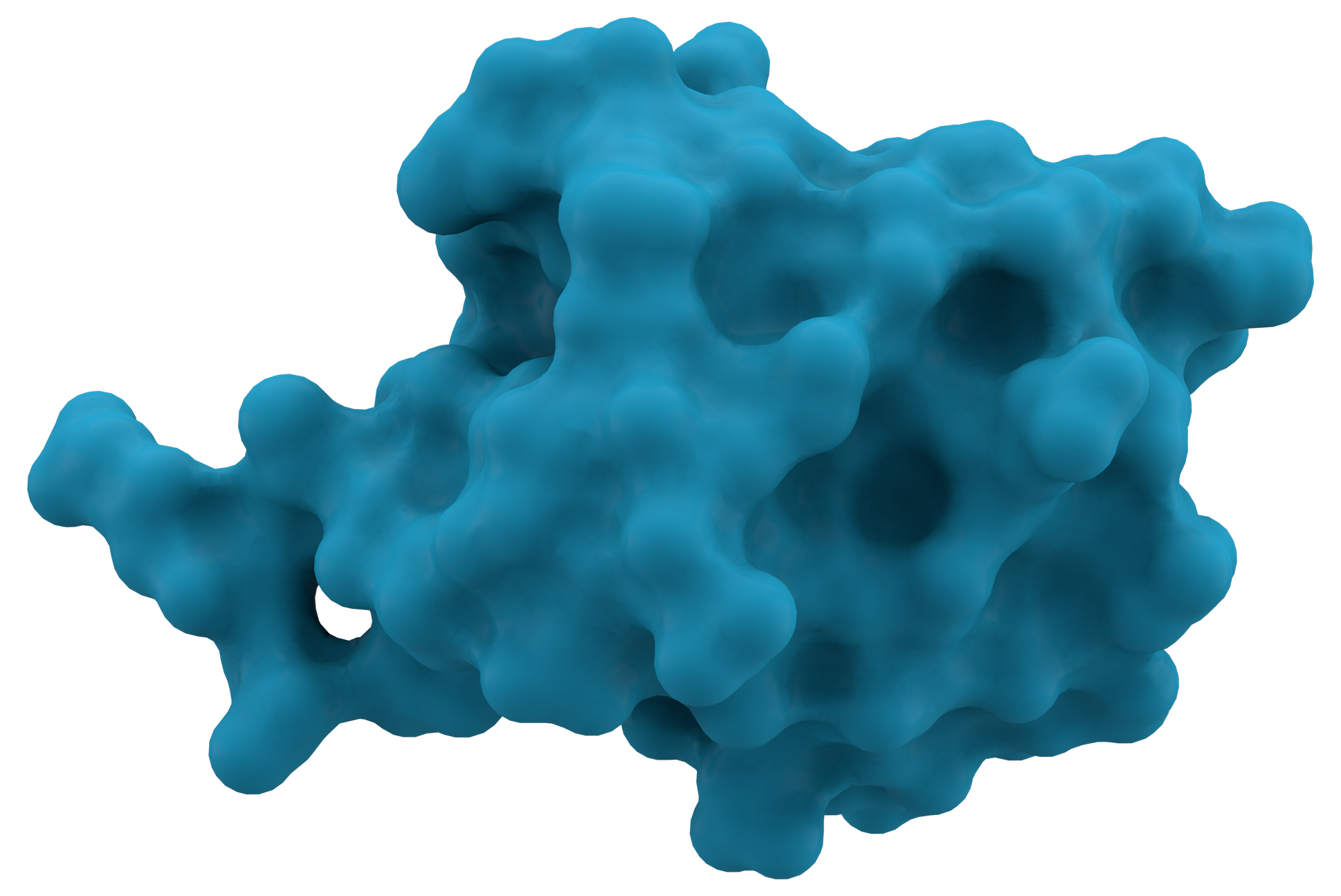
泛素的分子表面。

泛素（原名称为泛在免疫多肽）于1975年首次被发现，是一种在所有真核细胞中表达的 8.6 kDa 蛋白质。1980年代初，阿龙·切哈诺沃（Aaron Chicanover）、欧文·罗斯（Irwin Rose）和阿夫拉姆·赫什科（Abram Hershko）在以色列理工学院阐明了泛素的基本功能和泛素化途径的组成部分，并因此于2004年获得诺贝尔化学奖。

## 蛋白质
| 残基数量          | 76                                                                            |
| 分子量            | 8564.8448 Da                                                                  |
| 等电点 (pI)       | 6.79                                                                          |
| 分子式            | C₃₇₈H₆₂₉O₁₁₈N₁₀₅S（基于氨基酸序列计算）                                       |
| 基因名称          | RPS27A (UBA80, UBCEP1), UBA52 (UBCEP2), UBB, UBC                              |
| 序列 (单字母符号) | MQIFVKTLTGKTITLEVEPSDTIENVKAKIQDKEGIPPD QQRLIFAGKQLEDGRTLSDYNIQKESTLHLVLRLRGG |

泛素是一种存在于所有真核细胞中的小型蛋白质。它通过与大量目标蛋白质结合来实现其多种功能。泛素可发生多种不同的修饰。泛素蛋白本身由 76个氨基酸组成，分子式为C₃₇₈H₆₂₉O₁₁₈N₁₀₅S（基于氨基酸序列表计算）分子质量约为 8.6 kDa (道尔顿)。其主要特征包括C端尾部和7个赖氨酸残基。它在整个真核生物进化过程中高度保守；人类的和酵母的泛素的序列相同度高达96%。

## 基因
哺乳动物体内的泛素由四种不同的基因编码。UBA52和RPS27A基因分别编码一个与核糖体蛋白L40和S27a融合的泛素拷贝。UBB和UBC基因编码多泛素前体蛋白。

## 泛素化

泛素化系统

泛素化是一种酶促的、蛋白质翻译后修饰（PTM）过程，其中来自被激活泛素的二甘氨酸模体中末端甘氨酸的羧基与被修饰蛋白中赖氨酸ε氨基相连形成一酰胺键。
将蛋白标记上泛素的过程（泛素化）包括了以下一系列步骤：
1. 活化：泛素通过泛素活化酶 E1 参与的一个两步反应而被激活，并且需要 ATP 提供能量。 第一步是泛素与ATP反应，形成泛素-腺苷酸复合物；  第二步是泛素的转移，即泛素与 AMP 分离并转移到 E1 的半胱氨酸残基上，泛素的羧基端与 E1 酶中半胱氨酸的巯基通过硫酯键相连。
2. 结合：E1将活化后的泛素通过转硫酯化反应转移到泛素结合酶E2。
3. 连接：泛素连接酶 E3 催化泛素级联反应的最后一步，将结合到 E2 的泛素转移到目标蛋白上，使目标蛋白的一个赖氨酸与泛素的羧基端的一个甘氨酸通过异构肽键连接，通常这个步骤需要100多个E3连接酶的催化， E3 连接酶具有底物识别作用，并且能够与 E2 和底物相作用，有些 E3 也可以激活 E2 的活性。

在泛素化级联反应中各个步骤分为不同的层次的, E1 能够结合多个 E2, E2 能够结合多个E3，这种严密的分层现象能够使细胞对泛素化进行更为精致的调节。
泛素样蛋白 ubiquitin-like proteins（ULPs）也通过 E1–E2–E3 级联系统对蛋白质进行修饰，不过与泛素蛋白的修饰级联系统也存在一些差异。
E4 泛素链延长酶, 能够在 E3 泛素连接酶产生的单泛素化蛋白上延长泛素。

### E3
E3泛素连接酶具有两个结构域中的一个:
- HECT（Homologous to the E6-AP Carboxyl Terminus）结构域
- RING（Really Interesting New Gene）结构域（or the closely related U-box domain）

泛素最终通过两种方式转移至蛋白质底物:
- 直接从E2结合酶转移至蛋白质底物（由E3酶的 RING 结构域催化）
- 通过E3连接酶再转移至蛋白质底物（由E3酶的 HECT 结构域催化），在转移至蛋白质底物之前，泛素与E3酶 HECT 结构域中保守的半胱氨酸残基通过硫酯键而形成E3-泛素复合物。

2004年，阿龙·切哈诺沃、阿夫拉姆·赫什科、欧文·罗斯因发现了泛素调节的蛋白质降解过程而获得了诺贝尔化学奖。

## 去泛素化
蛋白质的泛素化是一个可逆的过程，这一过程叫做去泛素化（deubiquitination），由一类蛋白水解酶——去泛素化酶（deubiquitination enzymes，DUBs）介导。

## 疾病关联

### 发病机制
泛素通路与多种疾病和病症的发病机制有关，包括：
- 神经退行性疾病
- 感染和免疫
- 遗传性疾病
- 癌症

### 神经退行性疾病
泛素与蛋白稳态功能障碍相关的神经退行性疾病有关，包括阿尔茨海默病、运动神经元疾病、亨丁頓舞蹈症和帕金森氏病。在与阿尔茨海默病和帕金森病相关的病变中发现了编码泛素-1不同异构体的转录本变体。研究表明，大脑中泛素水平较高可减少前類澱粉蛋白質 (APP) 的畸形，而前類澱粉蛋白質 (APP) 是引发阿尔茨海默病的关键因素。相反，大脑中泛素-1 水平较低则与 APP 畸形增加有关。泛素B的移码突变可导致截短肽缺失C端甘氨酸。这种异常肽被称为 UBB+1，已被证明会在阿尔茨海默病和其他 tauopathies 中选择性积累。

### 感染与免疫
泛素和泛素样分子广泛调节免疫信号转导途径的几乎所有阶段，包括稳态抑制、感染期间的激活和清除后的衰减。如果没有这种调节，针对病原体的免疫激活可能会出现缺陷，导致慢性疾病或死亡。或者，免疫系统可能过度激活，器官和组织可能受到自體免疫损伤。
另一方面，病毒必须阻断或重定向宿主细胞过程（包括免疫）才能有效复制，但许多与疾病相关的病毒的基因组信息有限。由于泛素系统在细胞中的作用非常多，因此操纵泛素系统是此类病毒阻断、颠覆或重定向宿主细胞关键过程以支持自身复制的有效方法。
维甲酸诱导基因-I[ (RIG-I) 蛋白是人体细胞中病毒和其他侵入性 RNA 的主要免疫系统传感器。RIG-I 样受体 (RLR) 免疫信号通路是泛素在免疫调节中的作用方面研究最广泛的通路之一。

### 遗传性疾病
- 安格曼症候群是由 UBE3A 的破坏引起的，UBE3A 编码一种称为 E6-AP 的泛素连接酶 (E3)。
- 希佩尔-林道综合征涉及一种称为 VHL 肿瘤抑制基因或 VHL 基因的泛素 E3 连接酶的破坏。
- 范可尼贫血症（英语：Fanconi anemia）：十三个已知基因中，有八个基因的破坏可导致这种疾病，这些基因编码的蛋白质会形成大型泛素连接酶 (E3) 复合物。
- 3-M综合征（英语：3-M syndrome）是一种常染色体隐性生长迟缓症，与 Cullin7 E3 泛素连接酶突变有关。[17]

### 诊断用途
使用泛素抗体进行免疫组化可识别细胞内该蛋白质的异常积累，从而提示疾病过程。这些蛋白质堆积被称为包涵体（指细胞中任何微观可见的异常物质聚集的统称）。示例包括：
- 阿尔茨海默病中的神经原纤维缠结(Neurofibrillary tangle)
- 帕金森病中的路易氏体 (Lewy body)
- 額顳葉失智症 (最初被称为皮克病) 中的皮克小体 (Pick body)
- 运动神经元病和亨廷顿病中的包涵体
- 酒精性肝病中的麥洛利氏小體 (Mallory body)
- 星形胶质细胞中的罗森塔尔纤维 (Rosenthal fiber)

### 与癌症的联系
蛋白质的翻译后修饰是真核细胞信号传导过程中普遍采用的一种机制。泛素化，即蛋白质的泛素连接，是细胞周期进展和细胞增殖发育的一个关键过程。
虽然泛素化通常作为通过26S蛋白酶体进行蛋白质降解的信号，但它也可以用于其他基本细胞过程，如胞吞作用、酶激活和DNA修复。此外，由于泛素化严格调节细胞周期蛋白的细胞水平，其失调预计会产生严重影响。由于蛋白酶体抑制剂具有高抗肿瘤活性，首次观察到泛素/蛋白酶体通路在致癌过程中的重要性的证据。各种研究表明，泛素化过程的缺陷或改变通常与人类癌症有关或存在于人类癌症中。恶性肿瘤可能通过肿瘤抑制基因的功能丧失突变、泛素化活性增加和/或由于相关蛋白质的突变导致泛素化的间接减弱而发展。

### E3泛素连接酶直接功能缺失突变

#### 肾细胞癌
VHL（Von Hippel–Lindau）基因编码E3泛素连接酶的组成部分。VHL复合物靶向缺氧诱导转录因子家族 (HIF) 的一个成员，通过在常氧条件下与氧依赖性破坏域相互作用进行降解。HIF激活下游靶标，如血管内皮生长因子 (VEGF)，促进血管新生。VHL突变会阻止HIF降解，从而导致血管过多病变和肾肿瘤的形成。

#### 乳腺癌
BRCA1基因是人类的另一种肿瘤抑制基因，它编码参与对DNA损伤反应的BRCA1蛋白。该蛋白质含有具有E3泛素连接酶活性的RING基序。BRCA1可以与其他分子（如BARD1和BAP1）形成二聚体，以发挥其泛素化活性。经常发现影响连接酶功能的突变，并且与各种癌症有关。

#### 细胞周期蛋白E
由于细胞周期进程是细胞生长和分化的最基本过程，并且是人类癌症中最常见的改变，因此预计细胞周期调节蛋白会受到严格调控。顾名思义，细胞周期蛋白的水平仅在细胞周期的某个时间点较高。这是通过泛素化和降解持续控制细胞周期蛋白或CDK水平来实现的。当细胞周期蛋白E与CDK2结合并被磷酸化时，SCF相关F-box蛋白Fbw7会识别该复合物并将其作为降解目标。超过30%的人类肿瘤中发现了Fbw7突变，这使其成为一种肿瘤抑制蛋白。

### 磷酸化依赖性泛素化
泛素化和磷酸化之间的相互作用一直是人们研究的热点，因为磷酸化通常作为泛素化导致降解的标志。 此外，泛素化还可以起到打开/关闭蛋白质激酶活性的作用。磷酸化的关键作用主要体现在激活和去除Cbl蛋白的自抑制作用。Cbl是一种 E3泛素连接酶，其RING指结构域与其酪氨酸激酶结合 (TKB) 结构域相互作用，从而阻止RING结构域与E2泛素结合酶相互作用。这种分子内相互作用是一种自抑制调节，可阻止其作为各种生长因子和酪氨酸激酶信号转导以及T细胞活化的负调节剂的作用。Y363的磷酸化可减轻自身抑制并增强与E2的结合。研究表明，突变会导致Cbl蛋白因失去连接酶/肿瘤抑制功能以及无法维持其正信号传导/致癌功能而失去功能，从而导致癌症的发展。

### 作为药物靶标

#### 泛素连接酶底物的筛选
E3-底物相互作用的失调是许多人类疾病的主要原因，因此鉴定E3连接酶底物至关重要。2008年，开发了“全球蛋白质稳定性（GPS）分析”来发现E3泛素连接酶底物。这种高通量系统利用了与数千种潜在底物独立融合的报告蛋白。通过抑制连接酶活性（通过使Cul1显性失活，从而使泛素化不发生），报告活性的增加表明已鉴定的底物正在积累。这种方法将大量新底物添加到E3连接酶底物列表中。

#### 可能的治疗应用
阻断E3泛素连接酶对特定底物的识别，例如硼替佐米。

#### 挑战
寻找一种选择性抑制某种E3泛素连接酶活性和/或与疾病有关的蛋白质-蛋白质相互作用的特定分子仍然是重要且不断扩展的研究领域之一。此外，由于泛素化是一个多步骤过程，涉及各种参与者和中间形式，因此在设计小分子抑制剂时需要充分考虑成分之间非常复杂的相互作用。

## 类似蛋白质
泛素是最为人所知的翻译后修饰物，然而，几种泛素样蛋白 (UBL) 家族可以以平行但不同的途径修饰细胞靶标。

## 参阅
- 自噬